# Mariusz Mazur (fotograf)
Mariusz Paweł Mazur (ur. w 1972 roku) – polski artysta fotograf, uhonorowany tytułem Artiste FIAP (AFIAP). Członek rzeczywisty i Artysta Fotoklubu Rzeczypospolitej Polskiej (AFRP). Członek rzeczywisty Związku Polskich Artystów Fotografików. Członek Photographic Society of America. Członek Lubelskiego Towarzystwa Fotograficznego im. Edwarda Hartwiga.

## Działalność
Mariusz Paweł Mazur mieszka i pracuje w Lublinie, fotografuje od 1980 roku. Jest absolwentem Politechniki Lubelskiej. Jest członkiem rzeczywistym Okręgu Lubelskiego Związku Polskich Artystów Fotografików (legitymacja nr 920), gdzie pełni funkcję skarbnika. Należy do Lubelskiego Towarzystwa Fotograficznego im. Edwarda Hartwiga. Szczególne miejsce w jego twórczości zajmuje fotografia portretowa, pejzażowa i fotografia martwej natury – często wykonywana w XIX-wiecznej technice gumy dwuchromianowej.   
Jest autorem i współautorem wielu wystaw fotograficznych; zbiorowych i indywidualnych, w wielu krajach (m.in. Brazylia, Bułgaria, Chiny, Chorwacja, Republika Czeska, Hiszpania, Malezja, Niemcy, Polska, Serbia, Słowenia, Szwajcaria, Turcja, Ukraina, Węgry), uhonorowanym wyróżnieniami (m.in.) w Międzynarodowych Salonach Fotograficznych, organizowanych pod patronatem Międzynarodowej Federacji Sztuki Fotograficznej FIAP. Jest uczestnikiem i laureatem wielu ogólnopolskich i międzynarodowych konkursów fotograficznych. Jest jurorem w krajowych i międzynarodowych konkursach fotograficznych. W latach 2005–2009 współpracował (jako korespondent) z Biuletynem Fotograficznym.  
Fotografie Mariusza Mazura znajdują się w zbiorach Municpal Photographic Library of Reus w Hiszpanii, Muzeum Historii Fotografii w Krakowie, Muzeum Narodowego Rolnictwa i Przemysłu Rolno-Spożywczego w Szreniawie, Miejskiej Biblioteki Publicznej w Lublinie. 
Mariusz Paweł Mazur został przyjęty w poczet członków Fotoklubu Rzeczypospolitej Polskiej Stowarzyszenia Twórców (legitymacja nr 206). Jego prace zaprezentowano w Almanachu (1995–2017), wydanym przez Fotoklub Rzeczypospolitej Polskiej Stowarzyszenie Twórców, w 2017 roku. 
W 2016 roku został uhonorowany tytułem Artiste FIAP (AFIAP), nadanym przez Międzynarodową Federację Sztuki Fotograficznej FIAP. W 2018 roku został uhonorowany Medalem „Za Zasługi dla Fotografii Polskiej” – odznaczeniem przyznawanym przez Kapitułę Fotoklubu Rzeczypospolitej Polskiej Stowarzyszenia Twórców – w 100. rocznicę odzyskania przez Polskę niepodległości.

## Odznaczenia
- Medal „Za Zasługi dla Fotografii Polskiej” (2018)[27]